# Bianca Cappello

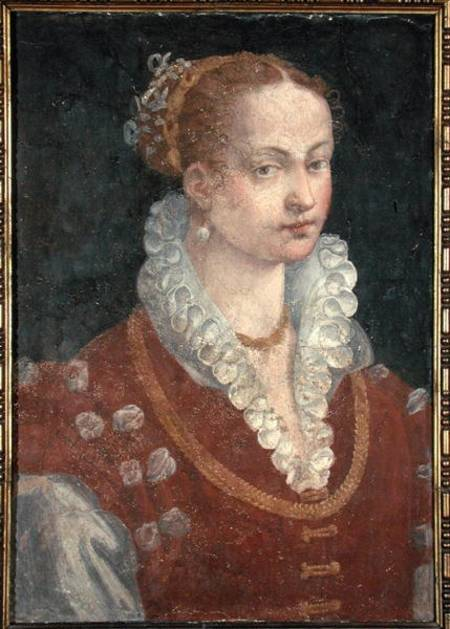
Porträt von Bianca Cappello, Großherzogin der Toskana

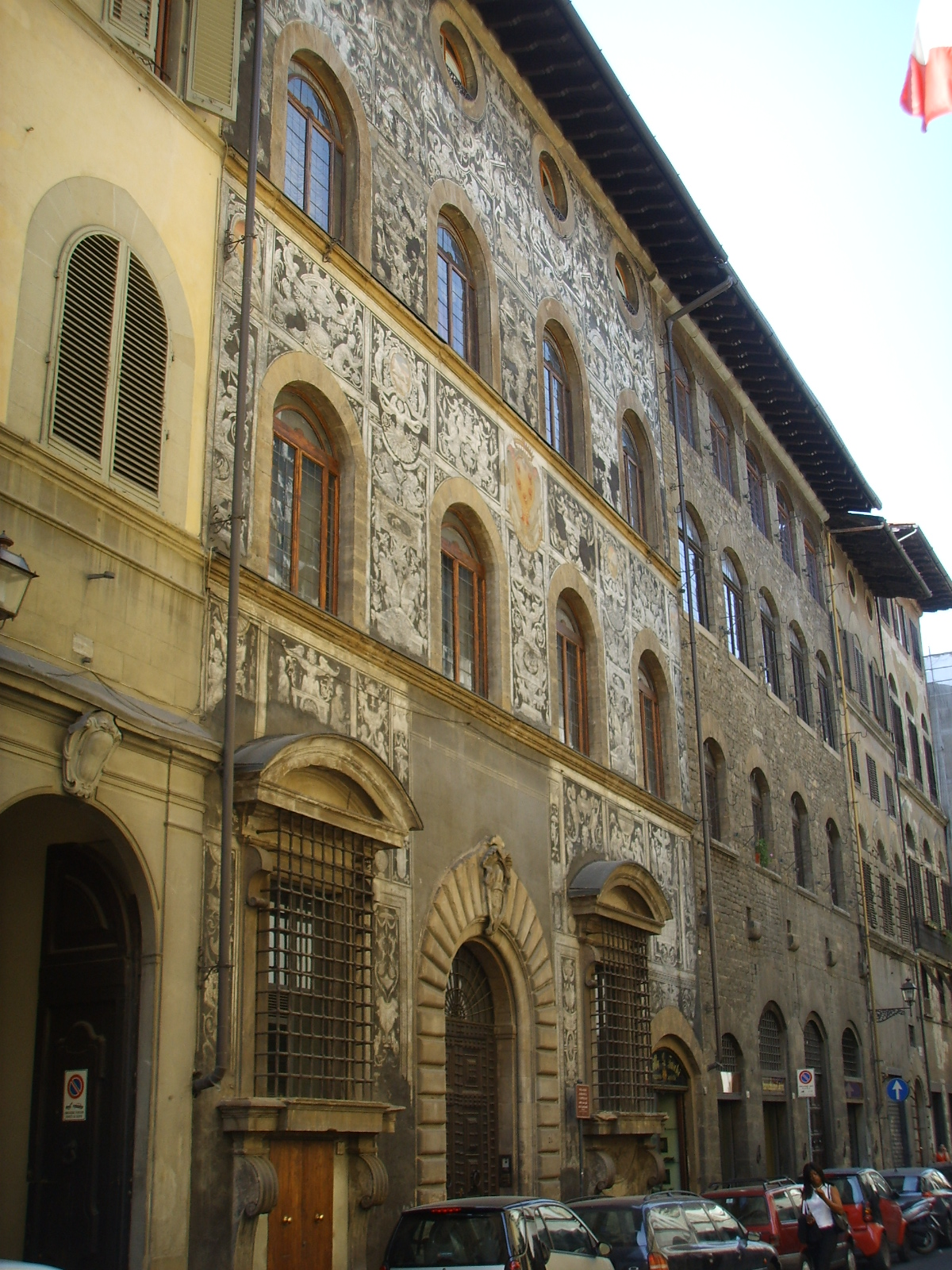
Der Palazzo der Bianca Cappello in Florenz

Bianca Cappello (* 1548 in Venedig; † 20. Oktober 1587 in Florenz) war eine italienische Renaissancefürstin und Mätresse von Francesco I. de’ Medici (1541–1587).

## Leben
Bianca Cappello wurde als Tochter von Bartolomeo Cappello und Pellegrina Morosini in eine venezianische Patrizierfamilie geboren. Sie war die Urenkelin von Elisabetta Cornaro.
1563 lief sie mit ihrem florentinischen Geliebten Pietro Bonaventuri (1546–1570), einem Angestellten der Salviati-Bank, von zu Hause fort. Ihre Eltern setzten eine hohe Belohnung auf ihre und ihres Entführers Ergreifung aus. Mehrere Jahre lebte das junge Paar unerkannt in Florenz; aufgrund der Armut ihrer Familie soll Bianca unglücklich gewesen sein. Sie gebar Bonaventuri eine Tochter, Virginia.
Nach der Enthüllung ihrer Identität stellte Großherzog Cosimo I. sie unter seinen Schutz, um ihre Auslieferung an das Elternhaus zu verhindern. Regent des Großherzogtums war sein Sohn Prinz Francesco I. de’ Medici. Zu seiner Ehefrau, der Erzherzogin Johanna von Österreich, mit der er seit 1565 verheiratet war und die ihm acht Kinder gebar, von denen mit Ausnahme zweier Töchter alle im Kindesalter starben, hatte er kein gutes Verhältnis. Kurz nach Biancas Entdeckung wurde er heimlich ihr Liebhaber und machte sie bald zu seiner offiziellen Mätresse. 1570 ließ er ihren ersten Mann ermorden, um sich die Bezahlung der Abfindung zu ersparen. 1574 wurde Francesco Großherzog der Toscana. Als Mätresse engagierte sich Cappello als Mäzenin und stiftete etwa 1575 das Kloster Convento di San Francesco di Paola der Paulaner in den Hügeln auf dem Südufer des Arno gegenüber der Stadt.
1576 gebar Bianca Cappello dem Großherzog den angeblichen Sohn Antonio (1576–1621). Die Geburt fand unter mysteriösen Umständen statt; so soll Bianca ihre Schwangerschaft und Niederkunft nur vorgetäuscht haben. Drei Frauen wurden demnach als mögliche Leihmütter gefunden, und unter Mittäterschaft der Hebamme soll ein neugeborener Säugling nach einer simulierten Geburt als Biancas Sohn präsentiert worden sein. Die anderen Frauen und die Hebamme starben kurz darauf. Francesco soll von dem Betrug nichts gewusst haben. Ferner soll er Bianca bereits insgeheim geheiratet haben. Sicher ist, dass die Existenz des Kindes jahrelang geheim gehalten wurde.
Nach dem Tode seiner Ehefrau im Kindbett am 10. April 1578 heiratete Großherzog Francesco offiziell am 10. Juni 1579 seine bisherige Mätresse Bianca Cappello. Ihre Eltern versöhnten sich mit der Tochter, und die venezianische Regierung verlieh ihr einen Ehrentitel; in Florenz gab es jedoch Widerstand gegen diese Verbindung.
Bianca Cappello übernahm rasch eine Führungsposition bei der Leitung des Hofes und der auswärtigen Geschäfte. 1583 erkannte Francesco Biancas mutmaßlichen Sohn Antonio als ehelich geboren an, weil sein einziger Sohn mit der ersten Frau Johanna im Jahr zuvor gestorben war.
1587 starben zuerst der Großherzog (19. Oktober) und Bianca Cappello wenige Stunden nach ihm (20. Oktober), nachdem sie mehrere Tage zuvor (8. Oktober) nach einem Abendessen mit dem Bruder des Herzogs, Kardinal Ferdinando I. de’ Medici, plötzlich erkrankt waren. Zum Hergang existieren mehrere Theorien:
- Bianca soll versucht haben, Ferdinando, ihren Rivalen bei Hofe, zu vergiften, doch stattdessen trank Francesco das Gift, worauf sich Bianca auf dieselbe Weise das Leben nahm.[1]
- Kardinal Ferdinando selbst soll der Mörder gewesen sein,[3] ein Verdacht, der auch schnell aufgrund des Krankheitsverlaufs und des offensichtlichen Motivs von Ferdinando bei den Zeitgenossen aufkam und durch das gespannte Verhältnis Ferdinandos zu dem Ehepaar in der Vergangenheit und durch sein Verhalten während ihrer Erkrankung genährt wurde, als er die Aufsicht über den Haushalt übernahm, dem er erst seit wenigen Wochen als Gast angehörte, und seine Machtposition sicherte. Die Vergiftungs-Theorie wird durch Analysen von Forensikern um Francesco Mari und der Historikerin Donatella Lippi aus dem Jahr 2006 gestützt, die Arsen in tödlicher Dosis fanden.[4] Die untersuchten organischen Überreste fanden sich allerdings nicht in der Medici-Gruft, sondern in der Kirche Santa Maria Bonistallo, wo einer Legende zufolge das Fleisch von Francesco und Bianca beerdigt worden sein soll. Die Fundumstände und die behauptete Identifizierung durch DNA-Vergleich sind vom Leiter des Medici-Projekts der Untersuchung der Medici-Gräber und Pathologe der Universität Pisa Gino Fornaciari kurz darauf heftig kritisiert worden.
- Ein Ausbruch von Malaria wurde von damaligen Medizinern, die Ferdinando mit der Untersuchung beauftragte, als natürliche Todesursache festgestellt. Untersuchungen aus dem Jahr 2010 wiesen Malariaerreger in den Knochen von Francesco nach, worauf Gino Fornaciari sich darauf festlegte, dass der Tod durch Malaria erfolgt sei.[5][6] Zuvor hatte er die Funde von Mari und Lippi heftig kritisiert, wobei er unter anderem darstellte, dass Arsen auf verschiedenste Arten vor und nach dem Tod in die Körper gelangt sein könnte, ohne dass eine Vergiftung vorläge. Donatella Lippi kritisierte wiederum Fornaciari und sieht in dem Fund von Malariaerregern keinen zwingenden Hinweis auf die Todesursache, da Malaria dort damals endemisch war. Außerdem berief sie sich in einem Brief an den American J. Medicine 2015 auf den Fund eines Berichts des Kardinals Ferdinando an den Papst, in dem er Symptome der Erkrankten schildert, die auf Arsenvergiftung deuten.[7]

Ferdinando de' Medici wurde Thronerbe. Er kreierte – unter Hinweis auf eine Scheinschwangerschaft Biancas im Jahr 1586 – Beweise für die zweifelhafte Abstammung auch von Antonio, den er als Erben delegitimierte und mit großzügigen Schenkungen abfand. Da er seine Schwägerin zeitlebens – als mögliche Erbregentin – gehasst hatte, verfügte er, dass sie nicht mit Francesco gemeinsam bestattet werden dürfe. Biancas Grabstätte blieb unbekannt.